# Cá heo sông
Cá heo sông là một nhóm động vật có vú thủy sinh chỉ sống ở vùng nước ngọt hay lợ. Đây là chỉ là một nhóm cá heo chia sẻ chung đặc điểm, chứ không phải một nhóm phân loại hợp lệ thuộc Cetacea. Các loài "cá heo sông" là thành viên của họ Platanistidae, Iniidae và Pontoporiidae. Có 5 loài cá heo sông còn sinh tồn.
Cá heo sông khá nhỏ so với những cá heo khác, do đã thích ứng để sống trong vùng nước ấm, nông, có dòng chảy mạnh. Chúng biến thiên về kích cỡ, từ 5 foot (1,5 m) (cá heo Ấn-Hằng) tới 8 foot (2,4 m) (cá heo Amazon). Nhiều loài thể hiện dị hình giới tính ở chỗ là con đực to hơn con cái. Chúng có cơ thể thuôn và hai chi sau đã phát triển thành vây bơi. Cá heo sông dùng cái mỏ dài và những chiếc răng hình nón để bắt những con mồi nhanh lẹ trong nước đục. Chúng có hệ thống thính giác phát triển, thích ứng với cả trong không khí và dưới nước; chúng không phụ thuộc mấy vào tầm nhìn do nước nơi chúng sống thường rất đục.
Những loài này phân bố không rộng lắm và thường chỉ có mặt ở những con sông và vùng châu thổ nhất định. Điều này làm chúng rất dễ bị sự tàn phá môi trường tác động. Thức ăn chính của cá heo sông là cá. Con đực có thể giao phối với nhiều con cái mỗi năm, những con cái chỉ giao phối mỗi hai hay ba năm. Con non ra đời vào những tháng mùa xuân và hè; con cái nuôi dưỡng chúng.
Cá heo sông rất hiếm khi được nuôi giữ và con vật thường chết trong vòng vài tháng sau khi bắt; thành công trong nhân giống là rất ít.

## Phân loại
Bốn họ cá heo sông (Iniidae, Pontoporiidae, Lipotidae và Platanistidae) hiện được công nhận. Trước đây, nhiều nhà phân loại học từng xếp tất cả các loài cá heo sông vào họ Platanistidae, cũng như xem cá heo sông Ấn và cá heo sông Hằng là hai loài riêng biệt. Tính đến tháng 10 năm 2006, một nghiên cứu không tìm ra cá thể Lipotes vexillifer (cá heo sông Trường Giang) nào và coi như loài này đã tuyệt chủng. Với sự biến mất của chúng, họ Lipotidae cũng tuyệt chủng theo.
Phân loại hiện hành như sau:
- Liên họ Platanistoidea
  - Họ Platanistidae
    - Chi Platanista

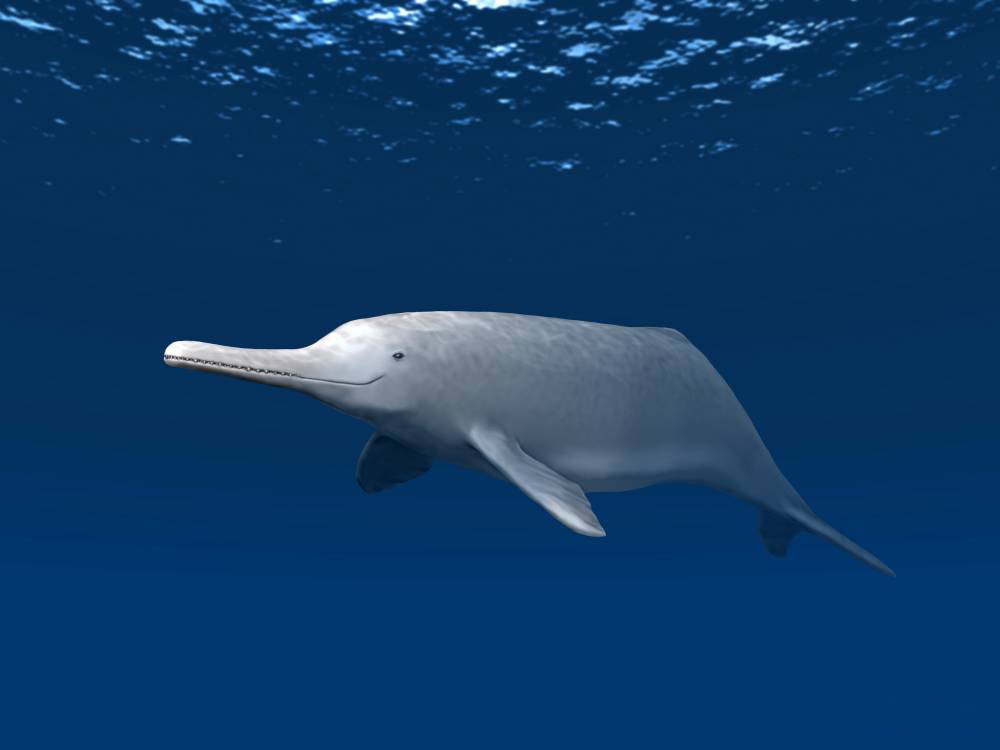
Hình ảnh phục dựng Arktocara yakataga, một loài thuộc họ Allodelphinidae

      - Cá heo sông Ấn và sông Hằng, Platanista gangetica, với hai phân loài
        - Cá heo sông Hằng (susu), P. g. gangetica
        - Cá heo sông Ấn (bhulan), P. g. minor

  - Họ †Allodelphinidae (Oligocene tới Miocene)
  - Họ †Squalodelphinidae (Oligocene tới Miocene)
  - Họ †Squalodontidae (Oligocene tới Miocene)
  - Họ †Waipatiidae (Oligocene tới Miocene)
- Siêu họ Inioidea
  - Họ Iniidae
    - Chi Inia
      - Cá heo sông Amazon (boto), Inia geoffrensis
        - Inia geoffrensis geoffrensis
        - Inia geoffrensis humbotiana

      - Cá heo sông Araguaia, Inia araguaiaensis
      - Cá heo sông Bolivia, Inia boliviensis

    - Chi †Meherrinia (cuối Miocene)
    - Chi †Isthminia (Miocene)

  - Họ Pontoporiidae
    - Chi †Auroracetus
      - †Auroracetus bakerae

    - Chi Pontoporia
      - Cá heo La Plata (Franciscana), Pontoporia blainvillei
- Siêu họ †Lipotoidea
  - Họ †Lipotidae
    - Chi †Lipotes
      - †Cá heo sông Trường Giang, Lipotes vexillifer (tuyệt chủng về cơ bản, 2006)